# Robert Paul (futebolista)
Robert Paul (Sömmerda, Thuringia, 17 de outubro de 1984) é um futebolista alemão.

## Clubes
- 1990–1998 :  FSV Sömmerda júnior
- 1998-2002 :  FC Carl Zeiss Jena júnior

- 2002-2003 :  FC Carl Zeiss Jena
- 2003-2004 :  SV Werder Bremen II
- 2005-2006 :  SV Wacker Burghausen
- 2006-2006 :  FC Carl Zeiss Jena
- 2007-2008 :  SV Wehen Wiesbaden
- 2008-presente :  SV Elversberg